# 미즈와케촌 (이와테현)
미즈와케촌(水分村)은 이와테현 시와군에 설치되었던 촌이다. 현재의 시와정에 해당한다.

## 연혁
- 1889년 4월 1일 - 정촌제 시행과 함께 시와군 미즈와케촌이 성립하였다.
- 1955년 4월 1일 - 히즈메정, 아카이시촌, 아카자와촌, 시와촌, 사히나이촌, 나가오카촌, 히코베촌, 후루다테촌과 합병해 시와정이 되었다.

## 참고서적
- 『이와테현 정촌 합병지』(이와테현 총무부 지방과, 1957년)